# Eidgenössische Volksinitiative «Für freie Meinungsäusserung – weg mit dem Maulkorb!»
Die eidgenössische Volksinitiative «Für freie Meinungsäusserung – weg mit dem Maulkorb!» war eine Volksinitiative der Schweizer Demokraten (SD). Sie forderte die Streichung der Rassismus-Strafnorm. Sie kam jedoch nicht zustande, da die Schweizer Demokraten die 100’000 benötigten Unterschriften im Zeitraum vom 7. August 2007 zum 7. Februar 2009 bei der Bundeskanzlei nicht einreichen konnten. Nach Angaben von Alt-Nationalrat Bernhard Hess konnten lediglich 75'000 bis 80'000 Unterschriften gesammelt werden.

## Geschichte
Das Anliegen wurde nur von Kleinparteien wie der Freiheitspartei oder der Partei National Orientierter Schweizer aktiv unterstützt. Keine offizielle Unterstützung kam von Seiten der SVP, die sich in einem Positionspapier vom November 2006 ebenfalls noch grundsätzlich für eine Streichung des Antirassismus-Artikels ausgesprochen hatte. Die SVP verfolgte damals mit den Vorbereitungen zur Ausschaffungsinitiative und der Eidgenössische Volksinitiative «Gegen den Bau von Minaretten» eigene Prioritäten.
Die Schweizer Demokraten bezeichnen den sogenannten Antirassismus-Artikel (Art. 261bis) des Strafgesetzbuches und den gleichlautenden Art. 171c des Militärgesetzbuches als umstritten, schweizerfeindlich. Die Artikel waren 1994 nach einem Volksreferendum angenommen worden. Sie würden Hand für Pressezensur bieten und unterstützen Ausgrenzung Andersdenkender. Die Schweizer Demokraten behaupteten, die Strafrechtsbestimmungen würden die Meinungsfreiheit in unzulässiger und übertriebener Weise beschränken und dadurch die Demokratie untergraben. Die Meinungsäusserungsfreiheit sollte mit einem neuen Satz in der Verfassung in jedem Falle gewährleistet sein und dürfe durch keine gesetzlichen Bestimmungen eingeschränkt werden.

## Text der Initiative
(I) Die Bundesverfassung vom 18. April 1999 wird wie folgt geändert:
Art. 16 Abs. 4 (neu)
1. Im Rahmen demokratischer Meinungsbildung und Auseinandersetzung ist die Meinungsäusserungsfreiheit in jedem Falle gewährleistet und darf durch keine gesetzlichen Bestimmungen eingeschränkt werden.

(II) Die Übergangsbestimmungen der Bundesverfassung werden wie folgt ergänzt:
Art. 197 Ziff. 8 (neu)
1. Übergangsbestimmung zu Artikel 16 Absatz 4 (neu)

Nach Annahme von Artikel 16 Absatz 4 durch Volk und Stände sind die Artikel 261bis des Strafgesetzbuchs und 171c des Militärstrafgesetzes unverzüglich ersatzlos zu streichen.

## Einordnung
Die Initiative «Für freie Meinungsäusserung – weg mit dem Maulkorb!» stand in einer Reihe von Volksinitiativen der Schweizer Demokraten: 1993 lancierten die SD die Volksinitiative «Für einen arbeitsfreien Bundesfeiertag», die mit einem Anteil von 84 Prozent Ja-Stimmen angenommen wurde. 1996 wurde die Initiative «für eine vernünftige Asylpolitik» durch das Parlament für ungültig erklärt. 1997 wurde die Eidgenössische Volksinitiative «EU-Beitrittsverhandlungen vors Volk!» abgelehnt. Im Sammelstadium scheiterten 1997 die Initiative «Masshalten bei der Einwanderung» und 2004 die Initiative zur «Begrenzung der Einwanderung aus Nicht-EU-Staaten».